# Rio Apele Albe
O Rio Apele Albe é um rio da Romênia afluente do rio Valea Mare, localizado no distrito de Caraş Severin.